# Syndrome de résignation
Le syndrome de résignation (en suédois : Uppgivenhetssyndrom) est un syndrome dissociatif décrit en Suède depuis les années 2000, qui induit notamment un état léthargique et comateux, et qui affecte surtout des enfants réfugiés qui ont subi des traumatismes psychologiques.

## Épidémiologie
Les premiers cas se manifestent en Suède au début des années 2000 notamment chez des enfants de demandeurs d'asile provenant d'anciens pays soviétiques et de Yougoslavie. Entre janvier 2003 et avril 2005, 424 cas sont détectés. La plupart des cas concernent des enfants dont l'âge est compris entre 8 et 15 ans. Selon les études, il n'y a pas d'influence du genre ou alors le syndrome toucherait davantage les filles.

## Symptômes
Le syndrome de résignation survient souvent après l'annonce d'une expulsion du pays de l'enfant et de sa famille, notifiée par un courrier qui est lu aux parents par l'enfant lisant le suédois, ou bien notifiée alors que l'enfant est présent. 
L'enfant atteint est totalement immobile, passif, et sans tonus musculaire. Il n'est capable ni de boire ni de manger, et il présente de l'incontinence. Il n'est ni réactif aux stimuli physiques extérieurs ni à la douleur,. Cet état peut être comparé au shutdown autistique ou à la réaction de freezing de certains animaux exposés à un grand danger, qui « font le mort » ou semblent s'abandonner à leur prédateur. Dans ce syndrome, trois des douze critères de catatonie sont remplis : absence d'activité psychomotrice et absence de réactivité à l'environnement, mutisme, et absence de réponse aux stimuli extérieurs. 
Ce syndrome ne peut pas être simulé. Il peut durer jusqu'à trois années. 
La majorité des enfants présentant un syndrome de résignation ont des antécédents de troubles psychologiques ou de maladie mentale, de dépression et/ou de syndrome de stress post-traumatique. Beaucoup ont été exposés à des traumatismes, des persécutions ou des violences dans leur pays d'origine ou durant leur périple depuis ce pays.

## Origine
Son origine est mal connue.
Il est supposé que cet état est provoqué à la fois par les traumatismes vécus dans le pays d'origine et à la peur de devoir y retourner,. Un rapport commandé par le gouvernement suédois en 2006 suggère qu'il s'agit d'un syndrome lié à la culture.
En 2014, le syndrome de résignation est reconnu officiellement comme maladie en Suède.

## Prise en charge
Dans un manuel publié en 2013, la Direction nationale de la santé et des affaires sociales de Suède énonce que la seule manière de résoudre ce syndrome est d'accorder à la famille le droit de vivre en Suède à travers l'obtention d'une résidence permanente. L'enfant se réveille ainsi de sa catatonie au bout de quelques mois.